# Уллугатаг
Уллугатаг (лезг. Гъетегъар) — село в Сулейман-Стальском районе Дагестана. Административный центр Уллугатагского сельсовета.

## География
Село находится на расстоянии 9 км к юго-западу от села Касумкент, административного центра района.

## Население
| 1895 | 1926 | 1939 | 1970 | 1989 | 2002 | 2010 |
| ---- | ---- | ---- | ---- | ---- | ---- | ---- |
| 581  | ↘542 | ↗623 | ↘443 | ↘368 | ↗586 | ↗636 |
| 2021 |      |      |      |      |      |      |
| ↘625 |      |      |      |      |      |      |

## Известные уроженцы
- Абилов, Абуталиб Абилович (1920—2012) — советский и российский историк. Заслуженный деятель науки РСФСР. Заслуженный работник высшей школы Российской Федерации. Доктор исторических наук.